# Podgraj
Podgraj is een plaats in de gemeente Ozalj in de Kroatische provincie Karlovac. De plaats telt 135 inwoners (2001).